# 246.ª Brigada Mixta (Ejército Popular de la República)
La 246.ª Brigada Mixta fue la última Brigada Mixta creada por el Ejército Popular de la República aunque fue una creación más artificial que real y no llegó a intervenir en ningún combate. En enero de 1939 se hallaba en periodo de formación en Calella de la Costa, pero no llegó a existir como unidad combatiente.